# Alliance for Middle East Peace
Die Alliance for Middle East Peace (ALLMEP, arabisch التحالف من أجل السلام في الشرق الأوسط, DMG at-Taḥāluf min aǧl as-salām fī š-šarq al-awsaṭ, hebräisch ברית לשלום במזרח התיכון, dt.: Allianz für Frieden im Mittleren Osten) ist eine Gruppe von mehr als 100 führenden Nichtregierungsorganisationen, die für Versöhnung zwischen Israelis und Palästinensern, und zwischen Arabern und Juden in Israel und der weiteren Region einsetzen.
Einer der Vorschläge von ALLMEP ist die Einrichtung eines unabhängigen Internationalen Fonds für den Frieden zwischen Israel und Palästina, um die Bemühungen um Frieden in der Region zu unterstützen und zu fördern. Das Engagement der Vereinigung in Washington sicherte diesen Organisationen spezielle Mittel innerhalb des Büros für Konfliktmanagement und -minderung der United States Agency for International Development (USAID). Später erweiterte ALLMEP den Plan, um einen Internationalen Fonds für den Frieden zwischen Israel und Palästina nach dem Vorbild des International Fund for Ireland (Internationalen Fonds für Irland) einzurichten, der eine wichtige Rolle bei der Schaffung einer nachhaltigen Lösung in Nordirland gespielt hatte.

## Geschichte
ALLMEP begann 2003 zunächst als informelle Koalition. Die Gruppe traf sich erstmals im Februar 2004 auf der ersten jährlichen Nahost-Koexistenzkonferenz auf dem Capitol Hill in Washington. 2006 wurde ALLMEP offiziell gegründet. Es wuchs von 14 Organisationen im Jahr 2004 auf 27 im Jahr 2005 und 44 NGOs im Jahr 2007 an.
ALLMEP hat sich mit Vertretern der USAID und des US-Außenministeriums getroffen, unter anderem bei einer Veranstaltung in Jerusalem im Jahr 2006, an der NGO-Vertreter und US-Diplomaten teilnahmen. Außerdem steht das Projekt in ständigem Kontakt mit den für die NGO-Finanzierung zuständigen US-Beamten.
ALLMEP veranstaltet jährlich eine Veranstaltung in Washington. Im Juni 2005 hielt ALLMEP eine Sommerkonferenz zum Thema Koexistenz ab. An der Veranstaltung nahmen Botschafter des Nahen Ostens, jüdische und muslimische religiöse Führer, Kongressabgeordnete, Beamte des Außenministeriums, führende pro-israelische und pro-arabische Aktivisten sowie Nahost-NGO-Aktivisten teil, um ALLMEPs Agenda zur Koexistenz zu diskutieren. Mehr als 250 Teilnehmer, darunter Diplomaten aus Tunesien, dem Jemen, Schweden, Saudi-Arabien und Afghanistan.
Auf dem Programm stand eine Podiumsdiskussion mit dem ägyptischen Botschafter Nabil Fahmi, dem jordanischen Prinzen Firas bin Raad, dem palästinensischen Generalbevollmächtigten Hassan Abdel Rahman (حسن عبد الرحمن‎), der luxemburgischen Botschafterin (während der EU-Präsidentschaft) Arlette Conzemius-Paccoud und dem ehemaligen US-Botschafter Philip Wilcox vom Washington Middle East Institute. ALLMEP-Mitglieder trafen sich auch mit über 30 Kongressabgeordneten, um über die Arbeit der NGOs zur Versöhnung zu sprechen.
Im März 2006 war ALLMEP Mitveranstalter bei einem Empfangs zur Vorführung eines neuen Dokumentarfilms über Koexistenzbemühungen, Encounter Point. Im Rahmen dieser Veranstaltung trafen sich Vertreter von ALLMEP und JustVision mit mehr als 37 Kongressbüros.
Im März 2009 trafen sich die Gipfelmitglieder der ALLMEP mit Mitgliedern des Kongresses, des Außenministeriums, der USAID und des Weißen Hauses. Da das Interesse an der Idee des IFFIPP zunahm, verdoppelte die Allianz 2009 ihre Anzahl an Treffen im Vergleich zu 2008 und traf sich mit über zehn Prozent der Kongressbüros.

## Mitgliedsorganisationen
- A Land for All
- A New Dawn in the Negev
- Abraham Initiatives
- Adva Center
- Arab-Jewish Center for Equality, Empowerment and Cooperation
- Arava Institute for Environmental Studies
- Auburn Theological Seminary
- Center for Israel Studies (Jordanien)
- Churches for Middle East Peace
- Circle of Health International
- Combatants for Peace
- Economic Cooperation Foundation
- EcoOcean
- EcoPeace Middle East
- Ehvam
- Givat Haviva
- Hand in Hand: Center for Jewish-Arab Education
- Interfaith Center for Sustainable Development
- Interfaith Encounter Association
- Jerusalem International YMCA
- Neve Shalom ~ Wahat al-Salam
- OneVoice Movement
- Our Generation Speaks
- The Parents Circle-Families Forum
- PeacePlayers International
- Project Rozana
- Rabbis for Human Rights
- Road to Recovery (Organisation)
- Search for Common Ground
- Seeds of Peace
- Shalom Hartman Institute
- Shorouq Society for Women
- Tomorrow’s Youth Organization
- Tsofen
- University of the Middle East Project
- Women of the Sun (Organisation)
- Women Wage Peace